# Austin Trevor
Austin Trevor (Belfast, 7 ottobre 1897 – Bury St Edmunds, 22 gennaio 1978) è stato un attore britannico.
Ebbe una lunga carriera nel cinema e alla televisione britannica.

## Biografia
Nel 1929 interpretò il ruolo del capitano August Lutte nel primo cast della fortunata operetta Bitter Sweet di Noël Coward al His Majesty's Theatre di Londra, con Alan Napier (noto come Alfred Pennyworth, il maggiordomo della serie televisiva Batman) e Robert Newton (noto come Long John Silver nel film L'isola del tesoro del 1950).
Fu il primo attore a interpretare sullo schermo il ruolo del detective Hercule Poirot, il personaggio di Agatha Christie, in tre film britannici durante i primi anni trenta: Alibi (1931), Black Coffee (1931) e Lord Edgware Dies (1934).

## Filmografia

### Cinema
- Alibi, regia di Leslie S. Hiscott (1931)
- Black Coffee, regia di Leslie S. Hiscott (1931)
- Lord Edgware Dies, regia di Henry Edwards (1934)
- L'evaso dall'isola del diavolo (The Broken Melody), regia di Bernard Vorhaus (1934)
- Il passeggero muto (The Silent Passenger), regia di Reginald Denham (1935)
- L'arte e gli amori di Rembrandt (Rembrandt), regia di Alexander Korda (1936)
- L'amato vagabondo (The Beloved Vagabond), regia di Curtis Bernhardt (1936)
- Come vi piace (As You Like It), regia di Paul Czinner (1936)
- Sabotaggio (Sabotage), regia di Alfred Hitchcock (1936)
- Le tre spie (Dark Journey), regia di Victor Saville (1937)
- La contessa Alessandra (Knight Without Armour), regia di Jacques Feyder (1937)
- Addio, Mr. Chips! (Goodbye Mr. Chips), regia di Sam Wood (1939)
- Accadde a Lisbona (Lisbon Story), regia di Paul L. Stein (1946)
- Anna Karenina, regia di Julien Duvivier (1948)
- Scarpette rosse (The Red Shoes), regia di Michael Powell ed Emeric Pressburger (1948)
- Tragica incertezza (So Long at the Fair), regia di Antony Darnborough, Terence Fisher (1950)
- Due inglesi a Parigi (To Paris with Love), regia di Robert Hamer (1955)
- La settima onda (Seven Waves Away), regia di Richard Sale (1957)
- All'ombra della ghigliottina (Dangerous Exile), regia di Brian Desmond Hurst (1957)
- Gli orrori del museo nero (Horrors of the Black Museum), regia di Arthur Crabtree (1959)
- Konga, regia di John Lemont (1961)
- Poirot e il caso Amanda (The Alphabet Murders), regia di Frank Tashlin (1965)

### Televisione
- The Merchant of Venice, regia di George More O'Ferrall – film TV (1947)

## Doppiatori italiani
- Amilcare Pettinelli in Gli orrori del museo nero